# Chionaema cantonensis
Chionaema cantonensis là một loài bướm đêm thuộc phân họ Arctiinae, họ Erebidae.